# Cronógrafo flyback

Cronógrafo de muñeca Longines de 1928 con el calibre 13.33Z de 1925 modificado. Función flyback. El cronógrafo flyback más antiguo, que hoy se encuentra en el museo de Longines.

La función flyback es una complicación relojera que permite al usuario detener, restablecer y reiniciar la función de temporizador del cronógrafo con solo presionar un pulsador adicional situado a las 4. En los cronógrafos comunes de la época, el usuario tenía que presionar tres veces para realizar la misma operación: en primer lugar, debía detener el cronógrafo, luego poner las agujas a cero y, finalmente, reiniciarlo para cronometrar la siguiente secuencia. Un cronógrafo flyback reduce el tiempo necesario para medir las etapas posteriores de un vuelo.  

## Otras denominaciones
La función flyback cuenta con otras denominaciones:
- Retour en vol
- Sistema Taylor
- Puesta a cero permanente

## Resumen
La función flyback es una complicación que surgió de una necesidad de los pilotos de principios del siglo XX, especialmente durante los vuelos más cortos, en los que se orientaban a través de marcas geográficas visibles como ríos, montañas o vías de ferrocarril.
Los cronógrafos con función flyback presentan una disposición diferente a la de los modelos comunes con un solo pulsador de principios del siglo XX. Suelen contar con un pulsador situado a las 2 para poner en marcha, detener y restablecer la función del temporizador. Sin embargo, requieren un pulsador adicional a las 4 para llevar a cabo las tres acciones (parada, restablecimiento y reinicio) al mismo tiempo.

## Objetivos de navegación
Con la llegada de los vuelos de alta velocidad (como el de Maurice Prévost, que alcanzó los 200 km/h en 1913), cronometrar distintos intervalos de tiempo con un cronógrafo convencional generó un margen de error significativo. El objetivo de la función flyback era reducir este margen y permitir a los pilotos navegar con mayor precisión. 

## Historia
El primer modelo producido fue un cronógrafo de muñeca Longines equipado con el calibre 13.33Z en 1925, En el siglo XX, la función flyback sirvió para la navegación y el cronometraje de eventos deportivos. Fue la primera complicación diseñada para registrar distintos intervalos de tiempo en relación con los desplazamientos de un punto a otro, el consumo de combustible o la realización de maniobras coordinadas. Longines solicitó la patente del mecanismo flyback el 12 de junio de 1935. Esta fue aprobada y registrada el 16 de junio de 1936.,,

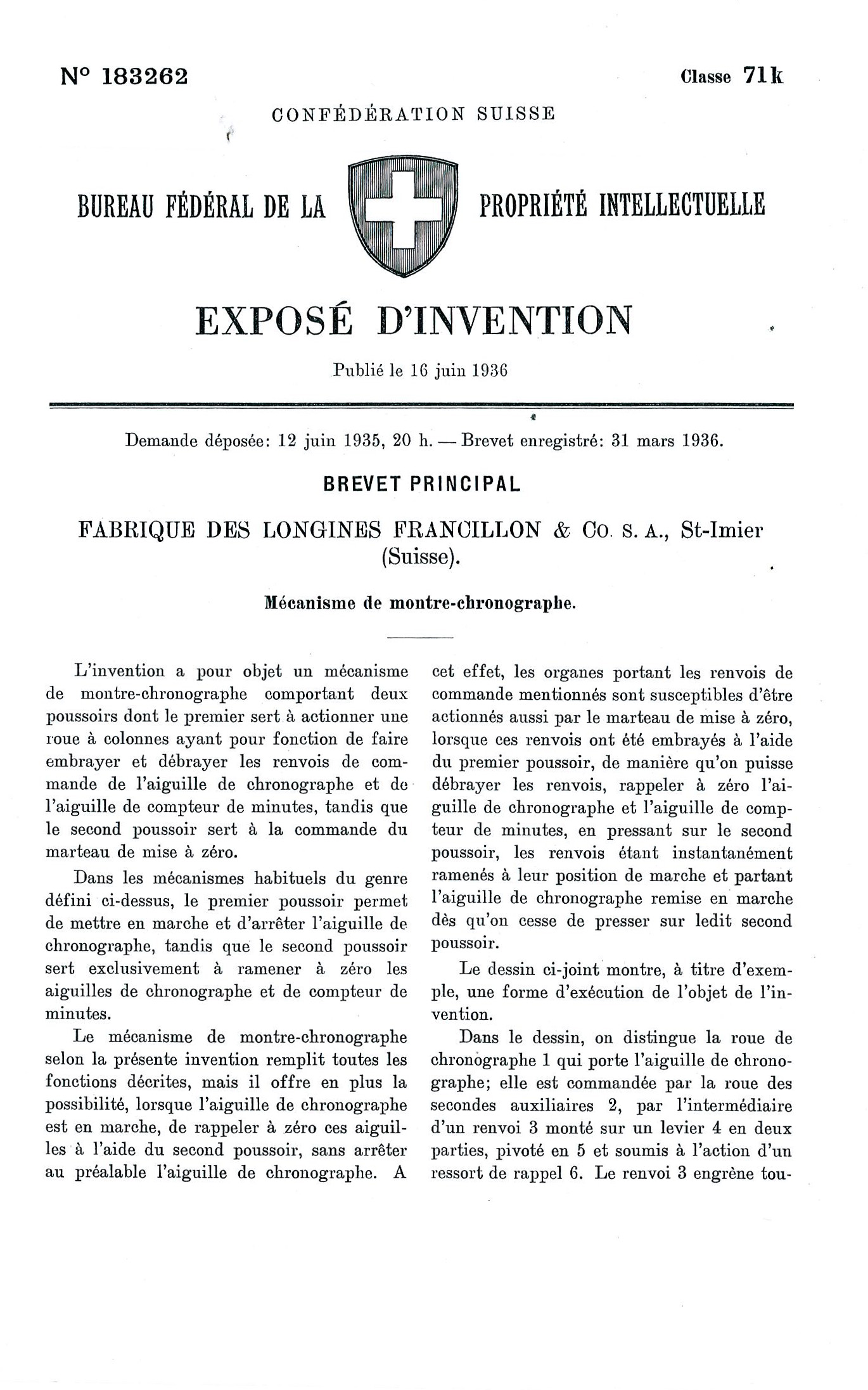
Longines presentó una solicitud de patente para el mecanismo Flyback el 12 de junio de 1935. La patente fue concedida el 31 de marzo de 1936.

La función flyback tiene su origen en el progreso de la aviación. A principios del siglo XX, aportó fiabilidad a su tecnología y permitió desarrollar sistemas de navegación aeronáutica. Los pilotos se enfrentaban a un gran problema: la velocidad del avión y los dilatados métodos de cálculo suponían volar en una dirección equivocada durante largos periodos de tiempo. Esto condujo inexorablemente a mayores errores de posición.  En el mejor de los casos, estos errores de navegación hacían que los pilotos volasen más allá de su destino. En el peor, los pilotos desaparecerían en mitad del océano sin su preciado combustible. Wiley Post, por ejemplo, llevaba consigo tres cronómetros porque aseguraba que un error de un minuto implicaba un error de 15 millas en el ecuador en el cálculo final de su posición. La función flyback se convertiría en una parte importante de la solución: los pilotos solo tendrían que presionar una sola vez un pulsador para detener, restablecer y reiniciar su cronógrafo, lo que les proporcionaría un cronometraje mucho más preciso de las siguientes etapas durante los vuelos a alta velocidad. Gracias a la función flyback, todo lo que implicaba medir el tiempo en secuencias o a intervalos próximos, como la navegación por estima o las maniobras coordinadas, alcanzó un nivel superior de precisión.
Richard Byrd, que sobrevoló por primera vez el Polo Sur en 1929, dirigió varias expediciones con un cronógrafo de muñeca Longines (calibre 13ZN) con función flyback,